# ダットサン・11型
1932年式ダットサン11型（ダットサン11がた）は、排気量495 cc、最高出力10 HPのサイドバルブエンジンと3速トランスミッションを搭載した小型車であった。複数のボディスタイルが用意され、日産は1932年に150台の11型を販売した。自動車取締令改正によって1933年に排気量のより大きな新モデルの販売が可能となったため、11型が生産されたのは1932年の間のみであった。

## 歴史
ダット自動車製造（快進社自働車工場）は1914年から自動車の製造を行っていたが、1920年代までは、収益の多くを政府による大型トラックへの補助金に依存していた。1930年の省令では、排気量500 cc未満の車は運転免許証が不要で、自動車税も安くなることが宣言されていた。ダットは、この市場に向けて小型車の生産を始めた。それまでのフルサイズのトラックや自動車と区別するために、「ダットソン」（DATSON、Son of DAT; DATの息子）、後には「ダットサン」（DATSUN）と呼ばれるようになった。

## オースチン・7との関係
ダットサン11型は、エンジンの排気量や外寸がオースチン・7と同じであり、このイギリス車に関する情報は日本でも広く知られていた。1929年10月から11月にかけて、オースチンのチーフエンジニアが東京で「The British Light Car（英国の軽量自動車）」という論文を発表している。この論文には、オースチン・7の機構部品の多くが図解入りで詳細に説明されていたと思われる。しかしながら、この2つの車の正確な関係は論争の的となっている。
ある著者らは、ダットサン11型がオースチン・7のライセンス・コピーであると言う。また、コピーではあっても認可されたものではないというものもいる。ハーバート・オースチンは、ダットサンが自分の特許を侵害している可能性を確実に懸念しており、1935年にダットサンの車を輸入して調べてみたが、告訴はしないことにした。このことを、ダットサンがオースチンのコピーではないという仮説を裏付ける証拠として指摘しているウェブサイトもあった。他のウェブサイトでは、告訴しなかったのは、その時点でダットサンのデザインがオースチンとは異なり始めていたからではないかと指摘されている。